# Autopista Duitama-Charalá-San Gil
La Autopista Duitama-Charalá-San Gil será una vía de la República de Colombia, en proyecto de construcción, planeada para unir la Troncal Central del Norte en el Departamento de Boyacá con la Troncal Central en el Departamento de Santander. Esta obra demanda una inversión de 220 mil millones de pesos, proyecto que constituye un eje determinante en el vínculo entre los puertos de zona Caribe, la frontera con Venezuela y el centro del país - Altiplano Cundiboyacense, conectando los municipios de Duitama, Charalá y San Gil, mejorando las condiciones del tráfico interdepartamental, como ruta alterna entre las capitales departamentales de Boyacá, Tunja y de Santander, Bucaramanga, y disminuyendo 99 kilómetros las distancias entre Duitama y Bucaramanga, en comparación con la vía actual, Tunja - Barbosa - San Gil.
Aun se encuentra en construcción y no ha sido entregada debido a múltiples problemas técnicos, organizativos y de índole político (corrupción) 

## Tramos
Los 137 km de esta vía están divididos en tres tramos:
| Tramo | Inicio     | Final      | Recorrido |
| ----- | ---------- | ---------- | --------- |
| 1     | Duitama    | El Taladro | 54 km     |
| 2     | El Taladro | Charalá    | 46 km     |
| 3     | Charalá    | San Gil    | 37 km     |

Cada uno de los tramos tendrá un Peaje

## Recorrido
- Departamento de Boyacá:  Duitama
- Departamento de Santander:  Corregimiento de La Cantera, Municipios de San Gil y Charalá

Un video de la vía actual puede verse aquí en el siguiente enlace.
Puede verse el recorrido AQUÍ (enlace roto disponible en Internet Archive; véase el historial, la primera versión y la última).

## Historia Reciente
La obra fue adjudicada el 4 de septiembre de 2014 a un consorcio de empresarios del consorcio Muisca Duitama (Mincivil y Topoco).

## Avances

### Santander
La obra de 40 meses inició el 29 de octubre de 2014.
De acuerdo con la Gobernación de Santander al 11 de marzo de 2015 el avance se centra en la gestión predial para la ampliación de la vía y requiere de 6 meses, es decir en abril de 2015 comienzan las obras.

### Boyacá
A marzo de 2015 tienen del 2% en la obra, se han rehabilitado varios sectores. Hubo problemas de licenciamiento de las obras.